# Sierlijke zeespin
De sierlijke zeespin (Nymphon gracile) is een zeespin uit de familie van de slanke zeespinnen (Nymphonidae). De soort behoort tot het geslacht Nymphon. Nymphon gracile werd in 1814 voor het eerst wetenschappelijk beschreven door Leach.

## Beschrijving
De sierlijke zeespin heeft een glad lichaam tot 1 centimeter lang. De lichaamssegmenten zijn langer dan breed en de zuigslurf is minstens 2 keer zo lang als breed. De acht poten zijn lang en slank en ongeveer 3 tot 4 keer de lengte van het lichaam. De cheliforen van de sierlijke zeespin hebben een goed ontwikkelde chela en de palpen bestaan uit 5 segmenten, waarbij de laatste en voorlaatste segmenten even lang zijn. Omdat het lichaam doorschijnend is, is er een roze spijsverteringskanaal zichtbaar. De ovigere-poten komen bij beide geslachten voor en hebben prominente getande stekels die worden gebruikt om het oppervlak van het lichaam schoon te maken.
De sierlijke zeespin migreert gewoonlijk naar het sublitoraal om tijdens de wintermaanden te broeden. Mannetjes dragen de eieren dan ergens in maart of april terug naar het intergetijdengebied. De sierlijke zeespin is over het algemeen binnen 5 maanden volwassen en de gemiddelde levensverwachting is ongeveer een jaar.

## Verspreiding
De sierlijke zeespin komt voor in de Atlantische Oceaan, van Noorwegen, via de Britse Eilanden, de Noordzee en Het Kanaal tot Marokko in het zuiden en delen van de Middellandse Zee. Deze soort leven in het kustgebied, o.a. in poeltjes in het intergetijdengebied en sublitoraal tot een diepte van enkele meters.